# Encore!Magazine
Encore!Magazine, vaak afgekort tot E!M, was een Nederlandstalige tijdschrift over (voornamelijk klassieke) muziek, gericht op jongeren. Het blad had een oplage van ruim 5200 exemplaren en verscheen zowel digitaal als in druk. Naast de reguliere nummers bracht E!M ook regelmatig specials uit, zoals opera!magazine, in samenwerking met de opleiding muziekwetenschap van de Universiteit Utrecht.

## Downloads
Enkele nummers van E!M zijn als pdf te downloaden via de homepage van oprichtster Martine Mussies.